# Match Point (film)
Match Point is een Amerikaans-Britse film uit 2005 geregisseerd door de toen 70-jarige Woody Allen. Hij werd hiervoor genomineerd voor onder meer een Oscar en een Golden Globe voor het beste script plus nog een Golden Globe en een César voor beste film. Match Point won daadwerkelijk een Goya, een Golden Trailer Award en een Premi David di Donatello.
De film beleefde zijn première op 12 mei 2005 op het Filmfestival van Cannes en kwam op 19 januari 2006 in Nederland en België uit.

## Verhaal
Voormalig proftennisser Chris Wilton (Jonathan Rhys Meyers) vestigt zich in Londen en wordt mede vanwege zijn eruditie tennisleraar op een prestigieuze tennisclub. Al snel krijgt hij contact met de zoon Tom (Matthew Goode) en dochter Chloe (Emily Mortimer) van de rijke industrieel Alec Hewett (Brian Cox). Hij krijgt een relatie met Chloe, die hij vooral lief vindt, maar met wie echte passie ontbreekt. Vader Hewett bezorgt Wilton een goede baan in zijn bedrijf, een op financiën gericht kantoor. Na een tijdje volgt een huwelijk tussen Chloe en Wilton en betrekken zij een luxeappartement met uitzicht op de Theems.
De aantrekkingskracht van de sensuele vriendin van Tom, de mislukte Amerikaanse actrice Nola Rice (Scarlett Johansson), is onweerstaanbaar voor Wilton. Na een eerste slippertje gaat dat niet meer over. Rice valt alleen niet in de smaak bij de moeder van het gezin, Eleanor (Penelope Wilton) en Tom verbreekt de relatie. Wilton gaat haar vervolgens in Londen zoeken, in eerste instantie vergeefs. Op het moment dat hij ook een afspraak met zijn vrouw heeft in het Tate Modern, komt hij haar toch weer tegen. Wat als een slippertje begon, ontwikkelt zich tot een onstuimige affaire. Terwijl Chloe zwanger probeert te worden, gaat alle energie van Wilton naar Rice, die wel in verwachting raakt.
Wanneer Rice van Wilton eist dat hij voor haar kiest, aarzelt Wilton. Hij moet kiezen voor de passie met Rice of de zekerheid en warmte bij Chloe. Hij kiest voor de veilige en financieel gunstige situatie, maar houdt Rice aan het lijntje. Zij blijft aandringen op een breuk en dreigt - onzeker over haar toekomst met het kind - zelf Chloe te informeren. Wilton ziet geen andere uitweg meer en vermoordt haar. Hij doet de situatie voorkomen als een inbraak om drugs te stelen bij de oude buurvrouw (Margaret Tyzack) van Rice, waarop Rice als toevallige getuige om het leven zou zijn gebracht. Hij gooit de gestolen spullen in de rivier. Een trouwring raakt echter de reling van de brug en blijft teruggekaatst op straat liggen.
De politie (Steve Pemberton, Ewen Bremner, James Nesbitt) is Wilton direct op het spoor, omdat Rice een dagboek bijhield waarin haar affaire met hem exact beschreven staat. Een van de rechercheurs bedenkt al dromend een theorie die precies overeenkomt met de manier waarop Wilton zijn misdaad gepleegd heeft en deze lijkt erbij te zijn. Wanneer de politieman zijn collega inlicht dat hij Tom wil oppakken en waarom, vertelt deze hem ontnuchterend dat zojuist de ring van de buurvrouw is gevonden in de kleding van een aan drugs verslaafde, vermoorde criminele zwerver. Hierdoor neemt de politie maar aan dat déze man de dader van de inbraak en de moorden was.
Wilton moet leven met zijn gewetenswroeging en hierdoor komen Nola en haar buurvrouw als geesten in zijn hoofd weer tot leven om zijn geweten te kwellen. Hij blijft niettemin uit handen van de politie en al gauw wordt de wroeging overgenomen door nieuw geluk. Wilton heeft ten langen leste namelijk Chloe toch zwanger gemaakt. Tot groot genoegen van de ouders en grootouders wordt er een gezonde baby geboren.
De symbolische tennisbal (de ring) die de netband (de brugreling) raakte, is terugkaatsend op de goede baanhelft, de brug, neergekomen, waardoor Wilton alles heeft gekregen. Met een klein beetje minder geluk, had hij alles verloren.

## Scenario en duiding
De film wordt beschreven als een thriller, maar de eerste drie kwarten spelen zich af als een psychologisch drama. In het laatste deel ontwikkelt het drama zich tot moord. De moordenaar gaat echter na politieonderzoek vrijuit. Dit is in overeenstemming met het thema van de film: geluk dat iemand puur bij toeval heeft.
Allen liet zich voor de film inspireren door het boek 'Misdaad en straf' van de Russische schrijver Fjodor Dostojevski uit 1866. Dostojevski is een van de lievelingsschrijvers van Allen. Het thema heeft hij echter omgekeerd. In Dostojevski's boek wil de hoofdpersoon alleen een oude vrouw vermoorden, maar vermoordt hij ook haar jonge zuster die op het verkeerde moment thuis komt. In de film wordt de oude vrouw vermoord om de dood van de jonge vrouw te laten lijken op een bijkomende moord op een toevallige getuige. In het boek besluit de hoofdpersoon zich te melden bij de politie om zijn straf te aanvaarden. In de film is dat absoluut niet het geval. De hoofdpersoon aanvaardt zijn geluk. "I'd rather be lucky than good" ("ik ben liever gelukkig dan goed") zegt de hoofdpersoon in een voice-over aan het begin van de film.
Na dertig jaar films te hebben opgenomen in New York, verkoos Allen voor Match Point de Britse hoofdstad Londen vanwege de Britse financiering. In zijn optiek bemoeiden Amerikaanse financiers zich te veel met de inhoud, het script en de acteurs, wat volgens hem zijn artistieke autonomie beperkte. De meeste acteurs in Match Point zijn Brits vanwege belastingregels. Toen Allen erachter kwam dat een Britse cast geen verplichting was vroeg hij Scarlett Johansson, die op dat moment beschikbaar was en bereid was een betrekkelijk geringe gage te ontvangen.
De titel van de film verwijst naar een "matchpoint", een moment waarop iemand met één laatste gemaakt punt een wedstrijd in zijn voordeel kan beslissen, zoals bijvoorbeeld bij tennis, badminton en volleybal. Raakt deze bal de netband dan kan puur geluk of pech van waar de bal neerkomt, beslissend zijn en is alles waar hard voor gewerkt is in handen hiervan.

## Muziek
De muziek die in de film wordt gebruikt, bestaat uit verscheidene vooroorlogse opnames van aria's, waarvan verschillende gezongen door Enrico Caruso. De aria's beklemtonen de dramatische momenten, waaronder Una furtiva lagrima uit Gaetano Donizetti's opera L'elisir d'amor. De hoofdpersonen bezoeken diverse malen het Royal Opera House, waar zij werk van Verdi, Donizetti, Bizet, Carlos Gomes en Gioacchino Rossini horen. Het nummer Summer sun van het Zweedse nu-jazzduo Koop is tevens te horen in de film. Na de moord wordt de musical The Woman in White van Andrew Lloyd Webber bezocht.